# Grevillea refracta
Grevillea refracta är en tvåhjärtbladig växtart. Grevillea refracta ingår i släktet Grevillea och familjen Proteaceae.

## Underarter
Arten delas in i följande underarter:
- G. r. glandulifera
- G. r. refracta